# Марцін Цесляк
Марцін Цесляк (пол. Marcin Cieślak, 1 січня 1992) — польський плавець.
Призер Олімпійських юнацьких Ігор 2010 року, учасник Ігор 2012 року.
Призер Чемпіонату Європи з плавання на короткій воді 2019 року.